# Iassus chortophilus
Iassus chortophilus är en insektsart som beskrevs av Walker 1851. Iassus chortophilus ingår i släktet Iassus och familjen dvärgstritar. Inga underarter finns listade i Catalogue of Life.